# Clarenville
Clarenville är en stad på Newfoundlandön i Kanada. Invånarna uppgick 2011 till 6 036 i antalet.

### Fotnoter
1. ↑  ”Census Profile” (på engelska). Statistics Canada. 17 mars 2011. http://www12.statcan.gc.ca/census-recensement/2011/dp-pd/prof/details/page.cfm?Lang=E&Geo1=CSD&Code1=1007013&Geo2=PR&Code2=10&Data=Count&SearchText=Clarenville&SearchType=Begins&SearchPR=01&B1=All&Custom=. Läst 1 februari 2014.